# Ensaio de tração
Em um ensaio de tração, um corpo de prova ou provete é submetido a um esforço que tende a alongá-lo ou esticá-lo até à ruptura. Geralmente, o ensaio é realizado num corpo de prova de formas e dimensões padronizadas, para que os resultados obtidos possam  ser comparados ou, se necessário, reproduzidos. Este  é fixado em uma máquina universal de ensaios que aplica esforços crescentes na sua direção axial, sendo medidas as deformações correspondentes. Os esforços ou cargas são mensurados na própria máquina e normalmente o ensaio ocorre até a ruptura do material (ensaio destrutivo).

## Ensaio

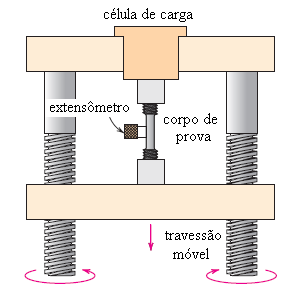
Dispositivo usado para conduzir ensaios tensão-deformação por tração. O corpo de prova é alongado pelo travessão móvel; uma célula de carga e um extensômetro medem, respectivamente, a magnitude da carga aplicada e o alongamento.

Com esse tipo de ensaio, pode-se afirmar que praticamente as deformações promovidas no material são uniformemente distribuídas em toda a sua extensão, pelo menos até ser atingida uma carga máxima próxima do final do ensaio e, como é possível fazer com que a carga cresça numa velocidade razoavelmente lenta durante todo o teste, o  ensaio de tração permite medir satisfatoriamente a resistência do material. A uniformidade da deformação permite ainda obter medições para a variação dessa deformação em função da tensão aplicada. Essa variação, extremamente útil para o engenheiro, é determinada pelo traçado da curva tensão-deformação a qual pode ser obtida diretamente pela máquina ou por pontos. A uniformidade termina no momento em que é atingida a  carga máxima suportada pelo material, quando começa a aparecer o fenômeno da estricção ou da diminuição da secção do provete, no caso de matérias com certa ductilidade. A ruptura sempre se dá na região mais estreita do material, a menos que um defeito  interno no material, fora dessa região, promova a ruptura do mesmo, o que raramente acontece.
A precisão de um ensaio de tração depende, evidentemente, da precisão dos aparelhos de medida que se dispõe. Com pequenas deformações, pode-se conseguir uma precisão maior na avaliação da tensão ao invés de detectar grandes variações de deformação, causando maior imprecisão da avaliação da tensão. Mesmo no início do ensaio, se esse não for bem conduzido, grandes erros podem ser cometidos, como por exemplo, se o provete não estiver bem alinhado, os esforços assimétricos que aparecerão levarão a falsas leituras das deformações para uma mesma carga aplicada. Deve-se portanto centrar bem o corpo-de-prova na máquina para que a carga seja efetivamente aplicada na direção do seu eixo longitudinal.

## Resultados

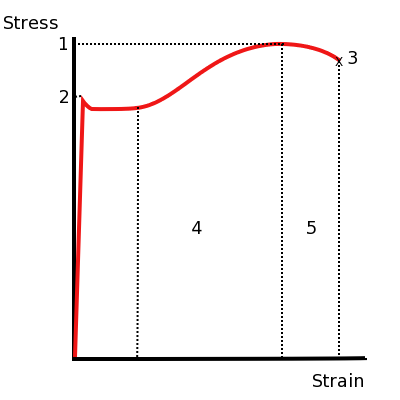
Diagrama tensão-deformação obtido por meio de um ensaio de tração.

Num ensaio de tração, obtém-se o gráfico tensão-deformação, no qual é possível analisar o comportamento do material ao longo do ensaio.
Do início do ensaio, até a ruptura, os materiais geralmente passam pelas seguintes etapas:
1. Tensão máxima de tração
2. Tensão de escoamento
3. Tensão de ruptura
4. Região de encruamento
5. Região de "estricção"

## Deformação Elástica
Para a maioria dos metais que são solicitados em tração e com níveis de tensão relativamente baixos, a tensão e a deformação são proporcionais de acordo com a relação abaixo.
{\displaystyle \sigma =E\epsilon }
Esta é a conhecida lei de Hooke uniaxial e a constante de proporcionalidade “E” é o módulo de elasticidade, ou módulo de Young.
As deformações elásticas não são permanentes, ou seja, quando a carga é removida, o corpo retorna ao seu formato original. No entanto, a curva tensão-deformação não é sempre linear, como por exemplo, no ferro fundido cinzento, concreto e polímeros.
Até este ponto, assume-se que a deformação elástica é independente do tempo, ou seja, quando uma carga é aplicada, a deformação elástica permanece constante durante o período em que a carga é mantida constante. Também é assumido que após a remoção da carga, a deformação é totalmente recuperada, ou seja, a deformação imediatamente retorna para o valor zero.

## Deformação Plástica
Acima de uma certa tensão, os materiais começam a se deformar plasticamente, ou seja, ocorrem deformações permanentes. O ponto no qual estas deformações permanentes começam a se tornar significativas é chamado de limite de escoamento (ou tensão de cedência).
Para metais que possuem transição gradual do regime elástico para o plástico, as deformações plásticas se iniciam no ponto no qual a curva tensão-deformação deixa de ser linear, sendo este ponto chamado de limite de proporcionalidade (ou tensão limite-elasticidade). No entanto, é difícil determinar este ponto precisamente. Como consequência, criou-se uma convenção na qual é construída uma linha reta paralela à porção elástica, passando pela deformação de 0,2% da deformação total. A tensão correspondente à intersecção desta linha com a curva tensão-deformação é o limite de escoamento (ou tensão de cedência).
A magnitude do limite de escoamento é a medida da resistência de um material à deformação plástica e pode variar muito, como por exemplo, entre 35 MPa para uma liga de alumínio de baixa resistência até 1400 MPa para um aço de alta resistência.
Durante a deformação plástica, a tensão necessária para continuar a deformar um metal aumenta até um ponto máximo, chamado de limite de resistência à tração, no qual a tensão é o máximo na curva tensão-deformação de engenharia. Isto corresponde à maior tensão que o material pode resistir; se esta tensão for aplicada e mantida, o resultado será a fractura. Toda a deformação até este ponto é uniforme na seção. No entanto, após este ponto, começa a se formar uma estricção, na qual toda a deformação subsequente está confinada e, é nesta região que ocorrerá ruptura. A tensão que corresponde à fractura é chamada de limite de ruptura.
Assim, é possível obter o gráfico tensão-deformação, que varia conforme o material analisado. Por exemplo, os materiais frágeis, como cerâmicas e concreto, não apresentam um limite de escoamento. Já os materiais dúcteis, como o alumínio,  apresentam o limite de escoamento bem definido.

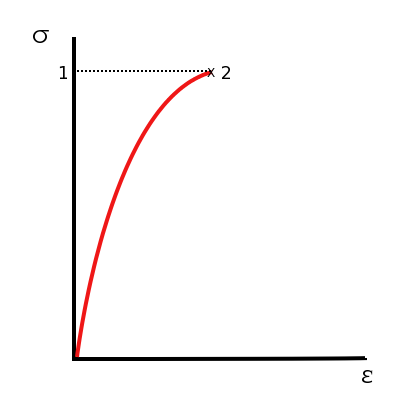
Diagrama tensão-deformação para um material frágil
1. Tensão máxima de tração
2. Ruptura.

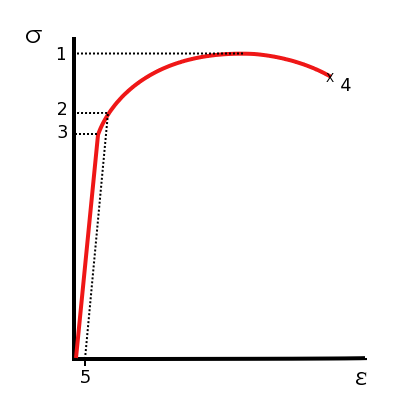
Diagrama tensão-deformação para uma liga típica de alumínio
1. Tensão máxima de tração
2. Limite de escoamento
3. Tensão limite de proporcionalidade
4. Ruptura
5. Deformação "offset" (tipicamente 0,002).

## Cálculo do módulo de Young
Na região onde a Lei de Hooke é válida (regime elástico linear) o módulo de Young pode ser obtido pelo coeficiente angular do gráfico tensão-deformação. Para materiais cuja porção inicial elástica da curva tensão-deformação não é linear (por exemplo, ferro fundido cinzento e concreto), não é possível determinar o módulo de Young pelo coeficiente angular. Nestes casos, tanto o módulo tangente quanto o módulo secante são normalmente usados. Módulo tangente é tomado como sendo a inclinação da curva tensão-deformação em um nível de tensão específico, enquanto que o módulo secante representa a inclinação de uma secante traçada a partir da origem até um dado ponto da curva.

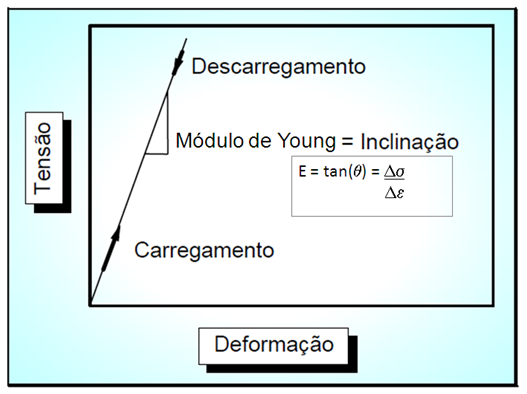
Curva tensão-deformação no regime elástico linear.

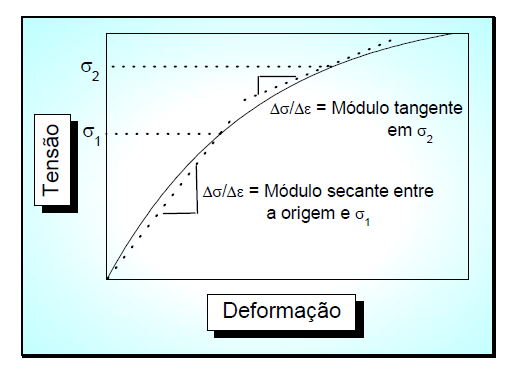
Curva tensão-deformação não-linear.